# Might and Magic VII : Pour le sang et l'honneur
 (avril 2020).
Si vous disposez d'ouvrages ou d'articles de référence ou si vous connaissez des sites web de qualité traitant du thème abordé ici, merci de compléter l'article en donnant les références utiles à sa vérifiabilité et en les liant à la section « Notes et références ».
Might and Magic VII : Pour le sang et l'honneur (titre original : For Blood and Honor) est un jeu vidéo de type dungeon crawler développé par New World Computing et édité par 3DO en 1999. Il est le septième jeu de la série des Might and Magic.

## Scénario
Le jeu se déroule dans le monde d'Erathia, votre équipe de héros participe, ainsi que d'autres groupes, à un concours afin de devenir seigneur d'un château situé à Harmondale. Le but de ce concours est de trouver divers objets et de les ramener au seigneur Markham.
Mais vous découvrez que le château gagné est en ruine, infesté de rats, que les gobelins prennent d'assaut la région et que seuls les nains peuvent réparer votre château.

## Système de jeu
Pour commencer le jeu, vous devez choisir quatre personnages que vous spécialiserez en chevalier, paladin, archer, sorcier, clerc, druide, rôdeur, voleur ou moine.
Entre également en jeu la race que vous leur attribuerez, telles que gobelin (spécialisé en force et vitesse, faible en intelligence et personnalité, performant dans les classes de chevalier et rôdeur et), humain (polyvalent, performant dans toutes  les classes), elfe (spécialisé en précision et intelligence, faible en force et endurance, performant dans les classes de sorcier et archer), et nain (spécialisé en force et endurance, faible en vitesse et précision, performant dans les classes de chevalier, paladin et moine). Il serait donc déraisonnable de faire un sorcier gobelin, un chevalier elfe, ou un archer nain.
Vous choisirez ensuite leurs compétences, telle que l'épée qui permet le port et la maîtrise de l'épée, l'arc, etc. puis vous distribuerez au groupe 50 points de caractéristiques entre force, chance, dextérité, etc.
Les classes que vous assignez aux personnages sont évolutives : on passe de chevalier à cavalier si l'on fait la quête correspondante. Les classes ultimes changent de nom suivant l'alignement (choix entre le Bien et le Mal) que prend le personnage au cours du jeu (Lumière ou Ombre). Cet alignement change le cours du jeu : certains amis deviennent ennemis, et inversement, les sorts de l'école de Lumière vous sont ouverts si vous choisissez Lumière et réciproquement si vous choisissez l'Ombre, le HUD est lui aussi personnalisé.
Le jeu se passe entièrement à la première personne. Le HUD donne des informations sur les personnages, la carte, les quêtes, le menu et les points cardinaux.
Lorsque vous sélectionnez un personnage dans le HUD, vous voyez son inventaire et l'équipement qu'il porte. Tous les personnages possèdent un inventaire, pour transporter tous les objets nécessaires : parchemins, livres de sorts, potions, ingrédients, objets de quêtes, armes et armures.
Les combats se jouent soit en tour par tour (en appuyant sur la touche ENTREE le jeu passe en tour par tour) soit en temps réel. En temps réel les ennemis zigzaguent en se déplaçant vers vous. Chaque mode a ses avantages et ses faiblesses : Le mode tour par tour vous assure de correctement viser les ennemis mais vous ne pouvez pas esquiver les tirs des ennemis en vous déplaçant, à l'inverse du mode temps réel.

## Les compétences
Il existe autant de compétences qu'il y a de types d'armes, armures, talents et magies disponibles. Il y en a 25. Elles se trouvent dans toutes les boutiques ( Taverne Alchimiste Temple Guilde de Magie Entraînement Magicien Forgeron et Armurier ) attention pas dans les Banques. Chaque talent a quatre niveaux d'évolution, et tous les personnages ne peuvent pas tous les apprendre. Par exemple le voleur pourra devenir maître dans l'utilisation de la dague, dans la perception et le désamorçage de pièges. Un chevalier excelle dans la majorité des armes mais est incapable d'apprendre une magie. 
Les quatre niveaux d'évolution sont : normal, expert, maître et grand maître. 
Chaque compétence a son grand maître parmi les classes de personnages disponibles.

## Les classes de personnages
- Chevalier : Il a une grande force physique, il excelle dans la majorité des armes (épée et la lance principalement), dans les armures (surtout les plaques), ainsi que dans les compétences comme maître d'armes ou musculation puis réparer objets comme le Paladin. En contrepartie il est incapable d'apprendre le moindre sort et n'a aucun point de magie.
- Paladin : Un hybride du chevalier et du clerc. Il excelle dans l'utilisation de la massue et les armures de plaques et peut apprendre des sorts des écoles de spiritisme, du corps et de l'esprit jusqu'au niveau maître ainsi que le Chemin de la lumière ou de l'ombre au niveau novice (après avoir été promu). Ils sont les meilleurs dans l'art de réparer les objets.
- Druide : Maîtrise la magie élémentaire et celle des collèges jusqu'au niveau maître et maîtrise également la dague. Il excelle dans la fabrication de potions, très puissantes si on y arrive à la potion de couleur noire.
- Voleur : Excelle dans le maniement de la dague et de l'armure en cuir. Il est celui qui désamorce le mieux les pièges et le plus compétent au vol à la tire. Il peut apprendre les bases de la magie élémentaire (une fois promu).
- Archer : Excelle au combat à distance. Il est également habile avec le maniement de la lance. Il maîtrise la magie élémentaire jusqu'au niveau de maître et le niveau de base dans l'un des Chemins.
- Sorcier : Le meilleur utilisateur de la magie élémentaire. Est également le seul, avec le Clerc, à pouvoir apprendre tous les sorts du chemin de l'ombre ou de celui de la lumière et peut identifier au niveau Grand Maître les monstres et les objets. En contrepartie, sa classe est restreinte au niveau des armes (arc, dague, bâton) et des armures (cuir) et possède le moins de points de vie.
- Rôdeur : La classe la plus polyvalente du jeu. C'est un hybride de chevalier et de druide, qui possède toutes les compétences de magie (à l'exception des Chemins) jusqu'au niveau expert. Ils sont les Grands Maîtres en Hache et avec les Sorciers en Identifier Monstre  .
- Clerc : Les clercs sont les Grands Maîtres des collèges du spiritisme, du corps et de l'esprit. Ils sont également maîtres en marchandage, ce qui permet d'ajuster les prix en votre faveur lors des transactions.
- Moine : Ils sont les Grands Maîtres dans l'art du combat à mains nues, l'utilisation du bâton et de l'esquive. Ils connaissent également les rudiments des collèges de l'esprit, du spiritisme et du corps.
- Toutes les classes de ce jeu ont quatre compétences communes Arc, Armure de Cuir, Perception et en Apprentissage

## Éditeurs de sauvegarde
C'est un programme qui permet de modifier certaines données dans vos sauvegardes. Les utilisations sont variées, on peut par exemple récupérer le fameux vase du seigneur Markham (vos voleurs ne seront plus obligés de le rester pour toute la partie), ou encore modifier le niveau, les points de vie, de compétence, les objets, leurs enchantements, etc. de tous les personnages de votre partie.
Vous les trouverez dans la section téléchargements du site de lord try, soit à cette adresse (lien programme) : http://www.lordtry.com/mm7/divers/mm7che.zip
Pour l'utiliser, vous n'avez qu'à lancer le programme (pas besoin d'installation), sélectionner votre partie et ensuite la modifier.
Petit bémol : le programme est en anglais.

## Liens
- http://www.lordtry.com/mm7/ : Le meilleur site français sur M&M7 (plus mis à jour depuis longtemps)